# Lista di asteroidi (768001-769000)
Di seguito una lista di asteroidi dal numero 768001  al 769000 con data di scoperta e scopritore.

## 768001–768100
| Nome   | Designazione provvisoria | Data di scoperta  | Scopritore          |
| ------ | ------------------------ | ----------------- | ------------------- |
| 768001 | 2015 AP247               | 13 gennaio 2015   | Pan-STARRS          |
| 768002 | 2015 AW247               | 23 novembre 2014  | Mount Lemmon Survey |
| 768003 | 2015 AB249               | 13 gennaio 2015   | Pan-STARRS          |
| 768004 | 2015 AG249               | 21 dicembre 2014  | Pan-STARRS          |
| 768005 | 2015 AP249               | 14 settembre 2013 | Pan-STARRS          |
| 768006 | 2015 AF255               | 27 novembre 2014  | Pan-STARRS          |
| 768007 | 2015 AL258               | 15 gennaio 2015   | Mount Lemmon Survey |
| 768008 | 2015 AY259               | 2 ottobre 2013    | Spacewatch          |
| 768009 | 2015 AQ260               | 15 gennaio 2015   | Pan-STARRS          |
| 768010 | 2015 AC261               | 9 novembre 2013   | Mount Lemmon Survey |
| 768011 | 2015 AE262               | 25 ottobre 2013   | Mount Lemmon Survey |
| 768012 | 2015 AF274               | 9 novembre 2013   | Pan-STARRS          |
| 768013 | 2015 AA275               | 14 gennaio 2015   | Pan-STARRS          |
| 768014 | 2015 AY277               | 15 gennaio 2015   | Pan-STARRS          |
| 768015 | 2015 AH285               | 25 ottobre 2013   | Mount Lemmon Survey |
| 768016 | 2015 AO286               | 15 gennaio 2015   | Pan-STARRS          |
| 768017 | 2015 AE290               | 21 dicembre 2014  | Pan-STARRS          |
| 768018 | 2015 AY291               | 9 ottobre 2004    | Spacewatch          |
| 768019 | 2015 AK295               | 15 gennaio 2015   | Pan-STARRS          |
| 768020 | 2015 AJ296               | 27 agosto 2013    | Pan-STARRS          |
| 768021 | 2015 AW298               | 14 gennaio 2015   | Pan-STARRS          |
| 768022 | 2015 AH300               | 15 gennaio 2015   | Pan-STARRS          |
| 768023 | 2015 AR301               | 14 gennaio 2015   | Pan-STARRS          |
| 768024 | 2015 AM302               | 15 gennaio 2015   | Pan-STARRS          |
| 768025 | 2015 AW302               | 15 gennaio 2015   | Pan-STARRS          |
| 768026 | 2015 AD303               | 14 gennaio 2015   | Pan-STARRS          |
| 768027 | 2015 AW303               | 13 gennaio 2015   | Pan-STARRS          |
| 768028 | 2015 AR304               | 14 gennaio 2015   | Pan-STARRS          |
| 768029 | 2015 AS305               | 13 gennaio 2015   | Pan-STARRS          |
| 768030 | 2015 AV306               | 14 gennaio 2015   | Pan-STARRS          |
| 768031 | 2015 BA2                 | 19 ottobre 2006   | DES                 |
| 768032 | 2015 BU2                 | 30 ottobre 2013   | Pan-STARRS          |
| 768033 | 2015 BQ7                 | 13 luglio 2013    | Pan-STARRS          |
| 768034 | 2015 BN8                 | 21 dicembre 2014  | Pan-STARRS          |
| 768035 | 2015 BY8                 | 7 febbraio 2008   | Mount Lemmon Survey |
| 768036 | 2015 BZ9                 | 29 dicembre 2014  | Pan-STARRS          |
| 768037 | 2015 BM13                | 26 dicembre 2014  | Pan-STARRS          |
| 768038 | 2015 BS14                | 26 dicembre 2014  | Pan-STARRS          |
| 768039 | 2015 BD23                | 15 gennaio 2015   | Pan-STARRS          |
| 768040 | 2015 BP23                | 27 novembre 2014  | Pan-STARRS          |
| 768041 | 2015 BN25                | 29 novembre 2014  | Pan-STARRS          |
| 768042 | 2015 BR30                | 16 gennaio 2015   | Pan-STARRS          |
| 768043 | 2015 BS33                | 16 gennaio 2015   | Pan-STARRS          |
| 768044 | 2015 BD38                | 29 dicembre 2014  | Pan-STARRS          |
| 768045 | 2015 BP40                | 17 gennaio 2015   | Mount Lemmon Survey |
| 768046 | 2015 BS41                | 30 ottobre 2008   | Mount Lemmon Survey |
| 768047 | 2015 BA43                | 26 novembre 2014  | Pan-STARRS          |
| 768048 | 2015 BP43                | 29 dicembre 2014  | Pan-STARRS          |
| 768049 | 2015 BD48                | 29 dicembre 2014  | Pan-STARRS          |
| 768050 | 2015 BU48                | 29 settembre 2005 | Spacewatch          |
| 768051 | 2015 BW49                | 24 dicembre 2014  | Mount Lemmon Survey |
| 768052 | 2015 BE51                | 17 gennaio 2015   | Pan-STARRS          |
| 768053 | 2015 BE54                | 25 aprile 2008    | Mount Lemmon Survey |
| 768054 | 2015 BG57                | 17 gennaio 2015   | Pan-STARRS          |
| 768055 | 2015 BP57                | 10 febbraio 2010  | Spacewatch          |
| 768056 | 2015 BB61                | 19 gennaio 2004   | Spacewatch          |
| 768057 | 2015 BA62                | 17 gennaio 2015   | Pan-STARRS          |
| 768058 | 2015 BE63                | 17 gennaio 2015   | Pan-STARRS          |
| 768059 | 2015 BB65                | 8 gennaio 2007    | Mount Lemmon Survey |
| 768060 | 2015 BU65                | 17 gennaio 2015   | Pan-STARRS          |
| 768061 | 2015 BL68                | 9 settembre 2008  | Mount Lemmon Survey |
| 768062 | 2015 BE71                | 2 ottobre 2013    | Spacewatch          |
| 768063 | 2015 BB73                | 17 gennaio 2015   | Pan-STARRS          |
| 768064 | 2015 BR76                | 17 gennaio 2015   | Pan-STARRS          |
| 768065 | 2015 BK78                | 18 gennaio 2015   | Spacewatch          |
| 768066 | 2015 BT81                | 2 novembre 2008   | Mount Lemmon Survey |
| 768067 | 2015 BD82                | 4 novembre 2013   | Spacewatch          |
| 768068 | 2015 BV87                | 18 gennaio 2015   | Pan-STARRS          |
| 768069 | 2015 BC90                | 2 dicembre 2014   | Pan-STARRS          |
| 768070 | 2015 BH90                | 16 gennaio 2015   | Pan-STARRS          |
| 768071 | 2015 BP90                | 9 febbraio 1999   | Spacewatch          |
| 768072 | 2015 BH95                | 1 ottobre 2013    | Mount Lemmon Survey |
| 768073 | 2015 BL96                | 18 ottobre 2014   | Mount Lemmon Survey |
| 768074 | 2015 BZ97                | 29 dicembre 2014  | Pan-STARRS          |
| 768075 | 2015 BJ98                | 26 dicembre 2014  | Pan-STARRS          |
| 768076 | 2015 BN99                | 29 ottobre 2000   | Spacewatch          |
| 768077 | 2015 BW99                | 18 dicembre 2014  | Pan-STARRS          |
| 768078 | 2015 BF103               | 16 gennaio 2015   | Pan-STARRS          |
| 768079 | 2015 BM108               | 17 gennaio 2015   | Mount Lemmon Survey |
| 768080 | 2015 BS109               | 17 gennaio 2015   | Mount Lemmon Survey |
| 768081 | 2015 BH110               | 9 novembre 2013   | CSS                 |
| 768082 | 2015 BL111               | 17 gennaio 2015   | Mount Lemmon Survey |
| 768083 | 2015 BM111               | 26 novembre 2014  | Pan-STARRS          |
| 768084 | 2015 BL112               | 17 gennaio 2015   | Mount Lemmon Survey |
| 768085 | 2015 BK114               | 17 gennaio 2015   | Mount Lemmon Survey |
| 768086 | 2015 BJ121               | 29 dicembre 2008  | Spacewatch          |
| 768087 | 2015 BG124               | 17 gennaio 2015   | Pan-STARRS          |
| 768088 | 2015 BO124               | 7 settembre 2008  | Mount Lemmon Survey |
| 768089 | 2015 BL128               | 17 gennaio 2015   | Pan-STARRS          |
| 768090 | 2015 BL129               | 10 settembre 2010 | Spacewatch          |
| 768091 | 2015 BY130               | 17 gennaio 2015   | Pan-STARRS          |
| 768092 | 2015 BL131               | 17 gennaio 2015   | Pan-STARRS          |
| 768093 | 2015 BS132               | 17 gennaio 2015   | Pan-STARRS          |
| 768094 | 2015 BB133               | 17 gennaio 2015   | Pan-STARRS          |
| 768095 | 2015 BX133               | 17 gennaio 2015   | Pan-STARRS          |
| 768096 | 2015 BY135               | 29 maggio 2009    | Spacewatch          |
| 768097 | 2015 BJ138               | 6 ottobre 2008    | Mount Lemmon Survey |
| 768098 | 2015 BT139               | 17 gennaio 2015   | Pan-STARRS          |
| 768099 | 2015 BX141               | 22 dicembre 2008  | Spacewatch          |
| 768100 | 2015 BM142               | 24 ottobre 2013   | Mount Lemmon Survey |

## 768101–768200
| Nome   | Designazione provvisoria | Data di scoperta  | Scopritore          |
| ------ | ------------------------ | ----------------- | ------------------- |
| 768101 | 2015 BA143               | 29 dicembre 2008  | Spacewatch          |
| 768102 | 2015 BF144               | 17 gennaio 2015   | Pan-STARRS          |
| 768103 | 2015 BZ145               | 17 gennaio 2015   | Pan-STARRS          |
| 768104 | 2015 BL146               | 31 dicembre 2008  | Spacewatch          |
| 768105 | 2015 BW146               | 12 agosto 2012    | CSS                 |
| 768106 | 2015 BR147               | 12 agosto 2007    | W. Bickel           |
| 768107 | 2015 BR149               | 17 gennaio 2015   | Pan-STARRS          |
| 768108 | 2015 BD150               | 1 ottobre 2008    | Spacewatch          |
| 768109 | 2015 BP150               | 11 dicembre 2009  | Mount Lemmon Survey |
| 768110 | 2015 BF155               | 19 gennaio 2004   | Spacewatch          |
| 768111 | 2015 BY155               | 18 dicembre 2014  | Pan-STARRS          |
| 768112 | 2015 BH157               | 12 ottobre 2013   | Spacewatch          |
| 768113 | 2015 BB160               | 17 gennaio 2015   | Pan-STARRS          |
| 768114 | 2015 BS160               | 15 gennaio 2015   | Pan-STARRS          |
| 768115 | 2015 BN161               | 19 aprile 2012    | Mount Lemmon Survey |
| 768116 | 2015 BS163               | 23 ottobre 2013   | Mount Lemmon Survey |
| 768117 | 2015 BF165               | 9 ottobre 2012    | Pan-STARRS          |
| 768118 | 2015 BT166               | 17 gennaio 2015   | Pan-STARRS          |
| 768119 | 2015 BV167               | 5 ottobre 2013    | Mount Lemmon Survey |
| 768120 | 2015 BH168               | 7 ottobre 2013    | Spacewatch          |
| 768121 | 2015 BC170               | 14 luglio 2013    | Pan-STARRS          |
| 768122 | 2015 BT171               | 17 gennaio 2015   | Pan-STARRS          |
| 768123 | 2015 BN172               | 10 novembre 2013  | Spacewatch          |
| 768124 | 2015 BP172               | 14 dicembre 2010  | Mount Lemmon Survey |
| 768125 | 2015 BU174               | 3 settembre 2013  | F. Hormuth          |
| 768126 | 2015 BH178               | 17 gennaio 2015   | Pan-STARRS          |
| 768127 | 2015 BP179               | 17 gennaio 2015   | Pan-STARRS          |
| 768128 | 2015 BX180               | 17 gennaio 2015   | Pan-STARRS          |
| 768129 | 2015 BC181               | 17 gennaio 2015   | Pan-STARRS          |
| 768130 | 2015 BQ181               | 17 gennaio 2015   | Pan-STARRS          |
| 768131 | 2015 BA182               | 11 settembre 2010 | SSS                 |
| 768132 | 2015 BL182               | 27 maggio 2011    | Spacewatch          |
| 768133 | 2015 BC183               | 24 ottobre 2013   | Mount Lemmon Survey |
| 768134 | 2015 BG185               | 17 gennaio 2015   | Pan-STARRS          |
| 768135 | 2015 BT186               | 17 gennaio 2015   | Pan-STARRS          |
| 768136 | 2015 BW187               | 25 ottobre 2013   | Mount Lemmon Survey |
| 768137 | 2015 BG188               | 17 gennaio 2015   | Pan-STARRS          |
| 768138 | 2015 BK192               | 26 ottobre 2013   | Mount Lemmon Survey |
| 768139 | 2015 BT194               | 3 ottobre 2013    | Pan-STARRS          |
| 768140 | 2015 BN195               | 11 novembre 2013  | Mount Lemmon Survey |
| 768141 | 2015 BJ196               | 17 gennaio 2015   | Pan-STARRS          |
| 768142 | 2015 BO199               | 13 settembre 2007 | CSS                 |
| 768143 | 2015 BL205               | 18 gennaio 2015   | Spacewatch          |
| 768144 | 2015 BO208               | 23 dicembre 2014  | Mount Lemmon Survey |
| 768145 | 2015 BV208               | 27 dicembre 2014  | Mount Lemmon Survey |
| 768146 | 2015 BP212               | 4 ottobre 2013    | Mount Lemmon Survey |
| 768147 | 2015 BD215               | 18 gennaio 2015   | Pan-STARRS          |
| 768148 | 2015 BN215               | 18 gennaio 2015   | Pan-STARRS          |
| 768149 | 2015 BB216               | 18 gennaio 2015   | Mount Lemmon Survey |
| 768150 | 2015 BZ218               | 9 novembre 2007   | Mount Lemmon Survey |
| 768151 | 2015 BX219               | 18 gennaio 2015   | Pan-STARRS          |
| 768152 | 2015 BX226               | 20 novembre 2014  | Mount Lemmon Survey |
| 768153 | 2015 BB227               | 18 gennaio 2015   | Mount Lemmon Survey |
| 768154 | 2015 BF227               | 1 maggio 2011     | Pan-STARRS          |
| 768155 | 2015 BV227               | 29 dicembre 2014  | Pan-STARRS          |
| 768156 | 2015 BN228               | 29 dicembre 2014  | Pan-STARRS          |
| 768157 | 2015 BV230               | 21 dicembre 2014  | Pan-STARRS          |
| 768158 | 2015 BM231               | 29 dicembre 2014  | Pan-STARRS          |
| 768159 | 2015 BF235               | 16 dicembre 2007  | Mount Lemmon Survey |
| 768160 | 2015 BJ235               | 30 ottobre 2007   | Mount Lemmon Survey |
| 768161 | 2015 BK237               | 29 dicembre 2014  | Pan-STARRS          |
| 768162 | 2015 BF238               | 18 gennaio 2015   | Mount Lemmon Survey |
| 768163 | 2015 BM238               | 28 marzo 2012     | Mount Lemmon Survey |
| 768164 | 2015 BO238               | 18 gennaio 2015   | Mount Lemmon Survey |
| 768165 | 2015 BL240               | 26 novembre 2014  | Pan-STARRS          |
| 768166 | 2015 BL242               | 18 gennaio 2015   | Pan-STARRS          |
| 768167 | 2015 BV244               | 2 gennaio 2009    | Spacewatch          |
| 768168 | 2015 BE246               | 18 gennaio 2015   | Pan-STARRS          |
| 768169 | 2015 BZ246               | 10 marzo 2008     | Spacewatch          |
| 768170 | 2015 BW250               | 7 aprile 2010     | Spacewatch          |
| 768171 | 2015 BF251               | 14 settembre 2013 | Pan-STARRS          |
| 768172 | 2015 BG251               | 18 gennaio 2015   | Pan-STARRS          |
| 768173 | 2015 BU251               | 15 gennaio 2008   | Spacewatch          |
| 768174 | 2015 BP253               | 18 gennaio 2015   | Pan-STARRS          |
| 768175 | 2015 BM254               | 18 gennaio 2015   | Pan-STARRS          |
| 768176 | 2015 BQ255               | 18 gennaio 2015   | Pan-STARRS          |
| 768177 | 2015 BL256               | 18 dicembre 2014  | Pan-STARRS          |
| 768178 | 2015 BW257               | 18 gennaio 2015   | Pan-STARRS          |
| 768179 | 2015 BH261               | 18 gennaio 2015   | Pan-STARRS          |
| 768180 | 2015 BP263               | 18 gennaio 2015   | Pan-STARRS          |
| 768181 | 2015 BH278               | 30 novembre 2014  | Pan-STARRS          |
| 768182 | 2015 BY281               | 15 marzo 2010     | Mount Lemmon Survey |
| 768183 | 2015 BC283               | 28 aprile 2012    | Spacewatch          |
| 768184 | 2015 BQ283               | 19 gennaio 2015   | Pan-STARRS          |
| 768185 | 2015 BW283               | 8 novembre 2013   | Mount Lemmon Survey |
| 768186 | 2015 BX283               | 1 novembre 2008   | Spacewatch          |
| 768187 | 2015 BD284               | 12 ottobre 2007   | Spacewatch          |
| 768188 | 2015 BW284               | 19 gennaio 2015   | Pan-STARRS          |
| 768189 | 2015 BX284               | 19 gennaio 2015   | Pan-STARRS          |
| 768190 | 2015 BE285               | 29 marzo 2012     | Mount Lemmon Survey |
| 768191 | 2015 BX285               | 13 marzo 2010     | Mount Lemmon Survey |
| 768192 | 2015 BC286               | 1 novembre 2013   | Mount Lemmon Survey |
| 768193 | 2015 BM287               | 19 gennaio 2015   | Pan-STARRS          |
| 768194 | 2015 BE290               | 19 gennaio 2015   | Pan-STARRS          |
| 768195 | 2015 BQ290               | 2 ottobre 2013    | Pan-STARRS          |
| 768196 | 2015 BR290               | 19 gennaio 2015   | Pan-STARRS          |
| 768197 | 2015 BX290               | 19 gennaio 2015   | Pan-STARRS          |
| 768198 | 2015 BB293               | 9 novembre 2013   | Mount Lemmon Survey |
| 768199 | 2015 BW293               | 26 ottobre 2013   | Mount Lemmon Survey |
| 768200 | 2015 BR295               | 19 gennaio 2015   | Pan-STARRS          |

## 768201–768300
| Nome   | Designazione provvisoria | Data di scoperta  | Scopritore          |
| ------ | ------------------------ | ----------------- | ------------------- |
| 768201 | 2015 BL297               | 17 novembre 2006  | Mount Lemmon Survey |
| 768202 | 2015 BA300               | 19 gennaio 2015   | Pan-STARRS          |
| 768203 | 2015 BZ304               | 18 febbraio 2008  | Mount Lemmon Survey |
| 768204 | 2015 BG309               | 9 settembre 2007  | Mount Lemmon Survey |
| 768205 | 2015 BL310               | 29 luglio 2008    | Mount Lemmon Survey |
| 768206 | 2015 BB316               | 26 ottobre 2013   | Mount Lemmon Survey |
| 768207 | 2015 BS316               | 1 settembre 2013  | CSS                 |
| 768208 | 2015 BS317               | 28 settembre 2013 | Mount Lemmon Survey |
| 768209 | 2015 BB318               | 9 novembre 2013   | Mount Lemmon Survey |
| 768210 | 2015 BB320               | 3 ottobre 2013    | Mount Lemmon Survey |
| 768211 | 2015 BQ323               | 17 gennaio 2015   | Pan-STARRS          |
| 768212 | 2015 BE325               | 4 febbraio 2005   | Mount Lemmon Survey |
| 768213 | 2015 BM325               | 17 gennaio 2015   | Pan-STARRS          |
| 768214 | 2015 BQ325               | 17 gennaio 2015   | Pan-STARRS          |
| 768215 | 2015 BB329               | 17 ottobre 2010   | Mount Lemmon Survey |
| 768216 | 2015 BH329               | 13 ottobre 2013   | Mount Lemmon Survey |
| 768217 | 2015 BC330               | 2 dicembre 2008   | Mount Lemmon Survey |
| 768218 | 2015 BR334               | 14 luglio 2013    | Pan-STARRS          |
| 768219 | 2015 BX335               | 17 gennaio 2015   | Pan-STARRS          |
| 768220 | 2015 BJ337               | 17 gennaio 2015   | Pan-STARRS          |
| 768221 | 2015 BM337               | 15 ottobre 2004   | Mount Lemmon Survey |
| 768222 | 2015 BR337               | 27 novembre 2013  | Pan-STARRS          |
| 768223 | 2015 BR338               | 17 gennaio 2015   | Pan-STARRS          |
| 768224 | 2015 BT341               | 24 ottobre 2013   | Pan-STARRS          |
| 768225 | 2015 BH342               | 28 marzo 2012     | Spacewatch          |
| 768226 | 2015 BT342               | 28 marzo 2012     | Spacewatch          |
| 768227 | 2015 BD345               | 26 dicembre 2014  | Pan-STARRS          |
| 768228 | 2015 BC346               | 23 gennaio 2011   | Mount Lemmon Survey |
| 768229 | 2015 BA347               | 13 luglio 2013    | Pan-STARRS          |
| 768230 | 2015 BQ347               | 7 ottobre 2008    | Mount Lemmon Survey |
| 768231 | 2015 BC348               | 26 dicembre 2014  | Pan-STARRS          |
| 768232 | 2015 BN348               | 6 maggio 2011     | Mount Lemmon Survey |
| 768233 | 2015 BS349               | 6 aprile 2011     | Mount Lemmon Survey |
| 768234 | 2015 BZ350               | 19 settembre 1998 | SDSS Collaboration  |
| 768235 | 2015 BH356               | 30 dicembre 2007  | Spacewatch          |
| 768236 | 2015 BL357               | 19 dicembre 2007  | Spacewatch          |
| 768237 | 2015 BA358               | 20 gennaio 2015   | Pan-STARRS          |
| 768238 | 2015 BC358               | 20 gennaio 2015   | Pan-STARRS          |
| 768239 | 2015 BR361               | 24 novembre 2009  | Spacewatch          |
| 768240 | 2015 BX365               | 11 novembre 2010  | Mount Lemmon Survey |
| 768241 | 2015 BO370               | 17 settembre 2006 | Spacewatch          |
| 768242 | 2015 BD377               | 5 settembre 2013  | Spacewatch          |
| 768243 | 2015 BY377               | 20 gennaio 2015   | Pan-STARRS          |
| 768244 | 2015 BH385               | 14 agosto 2012    | Spacewatch          |
| 768245 | 2015 BU385               | 28 ottobre 2013   | Mount Lemmon Survey |
| 768246 | 2015 BJ391               | 13 marzo 2012     | Mount Lemmon Survey |
| 768247 | 2015 BJ393               | 15 settembre 2007 | LUSS                |
| 768248 | 2015 BP393               | 13 ottobre 2007   | Mount Lemmon Survey |
| 768249 | 2015 BK394               | 24 ottobre 2013   | Mount Lemmon Survey |
| 768250 | 2015 BL396               | 20 gennaio 2015   | Pan-STARRS          |
| 768251 | 2015 BR402               | 31 ottobre 2010   | Mount Lemmon Survey |
| 768252 | 2015 BL408               | 21 dicembre 2008  | Spacewatch          |
| 768253 | 2015 BZ408               | 18 novembre 2007  | Spacewatch          |
| 768254 | 2015 BD409               | 21 marzo 2010     | Mount Lemmon Survey |
| 768255 | 2015 BN412               | 13 febbraio 2008  | Spacewatch          |
| 768256 | 2015 BB413               | 20 gennaio 2015   | Pan-STARRS          |
| 768257 | 2015 BL413               | 13 settembre 2007 | Mount Lemmon Survey |
| 768258 | 2015 BB414               | 26 marzo 2008     | Mount Lemmon Survey |
| 768259 | 2015 BB416               | 20 gennaio 2015   | Pan-STARRS          |
| 768260 | 2015 BE416               | 20 gennaio 2015   | Pan-STARRS          |
| 768261 | 2015 BM418               | 20 gennaio 2015   | Pan-STARRS          |
| 768262 | 2015 BJ419               | 13 marzo 2008     | Spacewatch          |
| 768263 | 2015 BT419               | 20 gennaio 2015   | Pan-STARRS          |
| 768264 | 2015 BF420               | 20 gennaio 2015   | Pan-STARRS          |
| 768265 | 2015 BA423               | 20 gennaio 2015   | Pan-STARRS          |
| 768266 | 2015 BA424               | 20 gennaio 2015   | Pan-STARRS          |
| 768267 | 2015 BO424               | 20 gennaio 2015   | Pan-STARRS          |
| 768268 | 2015 BX425               | 20 gennaio 2015   | Pan-STARRS          |
| 768269 | 2015 BB427               | 20 gennaio 2015   | Pan-STARRS          |
| 768270 | 2015 BY428               | 21 aprile 2012    | Mount Lemmon Survey |
| 768271 | 2015 BZ428               | 26 agosto 2012    | Pan-STARRS          |
| 768272 | 2015 BJ429               | 20 gennaio 2015   | Pan-STARRS          |
| 768273 | 2015 BK429               | 20 gennaio 2015   | Pan-STARRS          |
| 768274 | 2015 BQ432               | 22 maggio 2012    | ESA OGS             |
| 768275 | 2015 BR434               | 20 gennaio 2015   | Pan-STARRS          |
| 768276 | 2015 BZ436               | 20 gennaio 2015   | Pan-STARRS          |
| 768277 | 2015 BY437               | 1 maggio 2012     | Mount Lemmon Survey |
| 768278 | 2015 BE440               | 20 gennaio 2015   | Pan-STARRS          |
| 768279 | 2015 BP440               | 3 settembre 2008  | Spacewatch          |
| 768280 | 2015 BY443               | 7 febbraio 2011   | Mount Lemmon Survey |
| 768281 | 2015 BA445               | 3 settembre 2013  | Mount Lemmon Survey |
| 768282 | 2015 BX445               | 20 gennaio 2015   | Pan-STARRS          |
| 768283 | 2015 BA446               | 20 gennaio 2015   | Pan-STARRS          |
| 768284 | 2015 BA448               | 2 gennaio 2009    | Mount Lemmon Survey |
| 768285 | 2015 BU448               | 18 dicembre 2007  | Mount Lemmon Survey |
| 768286 | 2015 BV448               | 20 gennaio 2015   | Pan-STARRS          |
| 768287 | 2015 BE450               | 24 maggio 2001    | DES                 |
| 768288 | 2015 BC452               | 4 marzo 2005      | Mount Lemmon Survey |
| 768289 | 2015 BC453               | 1 settembre 2013  | Mount Lemmon Survey |
| 768290 | 2015 BD453               | 20 gennaio 2015   | Pan-STARRS          |
| 768291 | 2015 BM454               | 20 gennaio 2015   | Pan-STARRS          |
| 768292 | 2015 BZ455               | 13 febbraio 2008  | Spacewatch          |
| 768293 | 2015 BG464               | 3 dicembre 2013   | Pan-STARRS          |
| 768294 | 2015 BO464               | 20 gennaio 2015   | Pan-STARRS          |
| 768295 | 2015 BR465               | 20 gennaio 2015   | Pan-STARRS          |
| 768296 | 2015 BK470               | 20 gennaio 2015   | Pan-STARRS          |
| 768297 | 2015 BM471               | 20 gennaio 2015   | Pan-STARRS          |
| 768298 | 2015 BA473               | 20 gennaio 2015   | Pan-STARRS          |
| 768299 | 2015 BY479               | 20 gennaio 2015   | Pan-STARRS          |
| 768300 | 2015 BO480               | 20 gennaio 2015   | Pan-STARRS          |

## 768301–768400
| Nome   | Designazione provvisoria | Data di scoperta  | Scopritore          |
| ------ | ------------------------ | ----------------- | ------------------- |
| 768301 | 2015 BQ483               | 15 gennaio 2009   | Spacewatch          |
| 768302 | 2015 BW483               | 26 ottobre 2013   | Mount Lemmon Survey |
| 768303 | 2015 BF485               | 20 gennaio 2015   | Pan-STARRS          |
| 768304 | 2015 BJ485               | 2 luglio 2013     | Pan-STARRS          |
| 768305 | 2015 BL486               | 20 gennaio 2015   | Pan-STARRS          |
| 768306 | 2015 BV487               | 10 aprile 2012    | Spacewatch          |
| 768307 | 2015 BB488               | 20 gennaio 2015   | Pan-STARRS          |
| 768308 | 2015 BL489               | 20 gennaio 2015   | Pan-STARRS          |
| 768309 | 2015 BO490               | 20 gennaio 2015   | Spacewatch          |
| 768310 | 2015 BF491               | 8 ottobre 2007    | Mount Lemmon Survey |
| 768311 | 2015 BZ491               | 8 maggio 2005     | Mount Lemmon Survey |
| 768312 | 2015 BF492               | 14 settembre 2013 | Pan-STARRS          |
| 768313 | 2015 BB493               | 18 gennaio 2009   | Mount Lemmon Survey |
| 768314 | 2015 BE493               | 20 gennaio 2015   | Pan-STARRS          |
| 768315 | 2015 BS497               | 20 gennaio 2015   | Pan-STARRS          |
| 768316 | 2015 BU497               | 30 novembre 2008  | Mount Lemmon Survey |
| 768317 | 2015 BU498               | 7 novembre 2010   | Mount Lemmon Survey |
| 768318 | 2015 BH501               | 20 gennaio 2015   | Pan-STARRS          |
| 768319 | 2015 BR503               | 12 ottobre 2007   | Mount Lemmon Survey |
| 768320 | 2015 BM504               | 8 novembre 2013   | Spacewatch          |
| 768321 | 2015 BX507               | 20 gennaio 2015   | Pan-STARRS          |
| 768322 | 2015 BT508               | 26 novembre 2014  | Pan-STARRS          |
| 768323 | 2015 BZ508               | 23 ottobre 2013   | Mount Lemmon Survey |
| 768324 | 2015 BK511               | 1 maggio 2012     | Mount Lemmon Survey |
| 768325 | 2015 BP519               | 17 gennaio 2015   | CTIO-DECam          |
| 768326 | 2015 BV519               | 17 gennaio 2015   | Pan-STARRS          |
| 768327 | 2015 BW520               | 16 marzo 2007     | CSS                 |
| 768328 | 2015 BO521               | 18 dicembre 2015  | Mount Lemmon Survey |
| 768329 | 2015 BS527               | 18 gennaio 2015   | Pan-STARRS          |
| 768330 | 2015 BK528               | 22 gennaio 2015   | Mount Lemmon Survey |
| 768331 | 2015 BD532               | 23 gennaio 2015   | Pan-STARRS          |
| 768332 | 2015 BQ532               | 16 gennaio 2004   | Spacewatch          |
| 768333 | 2015 BE538               | 1 novembre 2006   | Mount Lemmon Survey |
| 768334 | 2015 BF540               | 9 novembre 2008   | Mount Lemmon Survey |
| 768335 | 2015 BV540               | 9 novembre 2013   | Pan-STARRS          |
| 768336 | 2015 BQ541               | 15 ottobre 2007   | Mount Lemmon Survey |
| 768337 | 2015 BV541               | 13 febbraio 2008  | Mount Lemmon Survey |
| 768338 | 2015 BG542               | 23 gennaio 2015   | Pan-STARRS          |
| 768339 | 2015 BP542               | 26 gennaio 2015   | Pan-STARRS          |
| 768340 | 2015 BV542               | 29 gennaio 2015   | Pan-STARRS          |
| 768341 | 2015 BC543               | 17 gennaio 2015   | Pan-STARRS          |
| 768342 | 2015 BQ544               | 27 gennaio 2015   | Pan-STARRS          |
| 768343 | 2015 BO545               | 20 febbraio 2009  | Mount Lemmon Survey |
| 768344 | 2015 BW545               | 23 gennaio 2015   | Pan-STARRS          |
| 768345 | 2015 BD550               | 10 gennaio 2011   | Mount Lemmon Survey |
| 768346 | 2015 BG552               | 17 gennaio 2015   | Mount Lemmon Survey |
| 768347 | 2015 BO552               | 14 agosto 2012    | Pan-STARRS          |
| 768348 | 2015 BJ556               | 29 dicembre 2014  | Pan-STARRS          |
| 768349 | 2015 BG559               | 19 dicembre 2009  | Mount Lemmon Survey |
| 768350 | 2015 BL559               | 16 maggio 2012    | Mount Lemmon Survey |
| 768351 | 2015 BS559               | 16 ottobre 2007   | Spacewatch          |
| 768352 | 2015 BA560               | 18 gennaio 2015   | Mount Lemmon Survey |
| 768353 | 2015 BU561               | 20 gennaio 2015   | Pan-STARRS          |
| 768354 | 2015 BJ562               | 17 novembre 2014  | Mount Lemmon Survey |
| 768355 | 2015 BC567               | 30 gennaio 2008   | Mount Lemmon Survey |
| 768356 | 2015 BD569               | 22 gennaio 2015   | Pan-STARRS          |
| 768357 | 2015 BM571               | 17 gennaio 2015   | Pan-STARRS          |
| 768358 | 2015 BP572               | 9 ottobre 2017    | Mount Lemmon Survey |
| 768359 | 2015 BG576               | 10 settembre 2007 | CSS                 |
| 768360 | 2015 BL581               | 28 gennaio 2015   | Pan-STARRS          |
| 768361 | 2015 BJ583               | 27 gennaio 2015   | Pan-STARRS          |
| 768362 | 2015 BC585               | 22 gennaio 2015   | Pan-STARRS          |
| 768363 | 2015 BX585               | 20 gennaio 2015   | Pan-STARRS          |
| 768364 | 2015 BW587               | 21 gennaio 2015   | Pan-STARRS          |
| 768365 | 2015 BP589               | 26 gennaio 2015   | Pan-STARRS          |
| 768366 | 2015 BN590               | 10 ottobre 2012   | Pan-STARRS          |
| 768367 | 2015 BT590               | 19 gennaio 2015   | Mount Lemmon Survey |
| 768368 | 2015 BC591               | 18 gennaio 2015   | Pan-STARRS          |
| 768369 | 2015 BG591               | 25 gennaio 2015   | Pan-STARRS          |
| 768370 | 2015 BX591               | 20 gennaio 2015   | Mount Lemmon Survey |
| 768371 | 2015 BA592               | 16 gennaio 2015   | Pan-STARRS          |
| 768372 | 2015 BD592               | 21 gennaio 2015   | Pan-STARRS          |
| 768373 | 2015 BB593               | 22 gennaio 2015   | Pan-STARRS          |
| 768374 | 2015 BK593               | 18 gennaio 2015   | Mount Lemmon Survey |
| 768375 | 2015 BM594               | 27 gennaio 2015   | Pan-STARRS          |
| 768376 | 2015 BO594               | 22 gennaio 2015   | Pan-STARRS          |
| 768377 | 2015 BV594               | 21 gennaio 2015   | Pan-STARRS          |
| 768378 | 2015 BF595               | 16 gennaio 2015   | Pan-STARRS          |
| 768379 | 2015 BL595               | 22 gennaio 2015   | Pan-STARRS          |
| 768380 | 2015 BT595               | 21 gennaio 2015   | Pan-STARRS          |
| 768381 | 2015 BZ595               | 16 gennaio 2015   | Pan-STARRS          |
| 768382 | 2015 BH596               | 18 gennaio 2015   | Mount Lemmon Survey |
| 768383 | 2015 BM596               | 23 gennaio 2015   | Pan-STARRS          |
| 768384 | 2015 BN596               | 20 gennaio 2015   | Mount Lemmon Survey |
| 768385 | 2015 BV596               | 22 gennaio 2015   | Pan-STARRS          |
| 768386 | 2015 BZ596               | 21 gennaio 2015   | Pan-STARRS          |
| 768387 | 2015 BB597               | 28 gennaio 2015   | Pan-STARRS          |
| 768388 | 2015 BJ597               | 19 gennaio 2015   | Pan-STARRS          |
| 768389 | 2015 BQ597               | 17 gennaio 2015   | Pan-STARRS          |
| 768390 | 2015 BA598               | 28 gennaio 2015   | Pan-STARRS          |
| 768391 | 2015 BB598               | 27 gennaio 2015   | Pan-STARRS          |
| 768392 | 2015 BE598               | 22 gennaio 2015   | Pan-STARRS          |
| 768393 | 2015 BC601               | 20 gennaio 2015   | Pan-STARRS          |
| 768394 | 2015 BX601               | 27 gennaio 2015   | Pan-STARRS          |
| 768395 | 2015 BA603               | 29 gennaio 2015   | Pan-STARRS          |
| 768396 | 2015 BS604               | 17 gennaio 2015   | Mount Lemmon Survey |
| 768397 | 2015 BA605               | 2 dicembre 2008   | Spacewatch          |
| 768398 | 2015 BD605               | 28 gennaio 2015   | Pan-STARRS          |
| 768399 | 2015 BW605               | 28 gennaio 2015   | Pan-STARRS          |
| 768400 | 2015 BM606               | 27 gennaio 2015   | Pan-STARRS          |

## 768401–768500
| Nome   | Designazione provvisoria | Data di scoperta  | Scopritore          |
| ------ | ------------------------ | ----------------- | ------------------- |
| 768401 | 2015 BX606               | 20 gennaio 2015   | Pan-STARRS          |
| 768402 | 2015 BY606               | 28 gennaio 2015   | Pan-STARRS          |
| 768403 | 2015 BE607               | 19 gennaio 2015   | Pan-STARRS          |
| 768404 | 2015 BO607               | 19 gennaio 2015   | Mount Lemmon Survey |
| 768405 | 2015 BP607               | 22 gennaio 2015   | Pan-STARRS          |
| 768406 | 2015 BQ607               | 29 gennaio 2015   | Pan-STARRS          |
| 768407 | 2015 BU607               | 27 gennaio 2015   | Pan-STARRS          |
| 768408 | 2015 BX607               | 20 gennaio 2015   | Pan-STARRS          |
| 768409 | 2015 BY607               | 20 gennaio 2015   | Pan-STARRS          |
| 768410 | 2015 BB608               | 17 gennaio 2015   | Pan-STARRS          |
| 768411 | 2015 BF608               | 24 gennaio 2015   | Pan-STARRS          |
| 768412 | 2015 BH608               | 16 gennaio 2015   | Pan-STARRS          |
| 768413 | 2015 BC609               | 18 gennaio 2015   | Mount Lemmon Survey |
| 768414 | 2015 BG609               | 20 gennaio 2015   | Pan-STARRS          |
| 768415 | 2015 BY609               | 18 gennaio 2015   | Mount Lemmon Survey |
| 768416 | 2015 BB612               | 19 gennaio 2015   | Pan-STARRS          |
| 768417 | 2015 BV613               | 21 gennaio 2015   | Pan-STARRS          |
| 768418 | 2015 BY613               | 17 gennaio 2015   | Pan-STARRS          |
| 768419 | 2015 BE614               | 21 gennaio 2015   | Pan-STARRS          |
| 768420 | 2015 BJ614               | 20 gennaio 2015   | Pan-STARRS          |
| 768421 | 2015 BS617               | 23 gennaio 2015   | Pan-STARRS          |
| 768422 | 2015 BX617               | 28 gennaio 2015   | Pan-STARRS          |
| 768423 | 2015 BB618               | 21 gennaio 2015   | Pan-STARRS          |
| 768424 | 2015 BQ618               | 23 gennaio 2015   | Pan-STARRS          |
| 768425 | 2015 BZ618               | 23 settembre 2008 | Spacewatch          |
| 768426 | 2015 CF2                 | 21 dicembre 2014  | Pan-STARRS          |
| 768427 | 2015 CY6                 | 20 gennaio 2015   | Pan-STARRS          |
| 768428 | 2015 CB7                 | 8 novembre 2013   | Mount Lemmon Survey |
| 768429 | 2015 CY7                 | 20 gennaio 2015   | Pan-STARRS          |
| 768430 | 2015 CS8                 | 21 gennaio 2015   | Pan-STARRS          |
| 768431 | 2015 CC16                | 8 febbraio 2015   | Mount Lemmon Survey |
| 768432 | 2015 CU17                | 18 febbraio 2010  | Mount Lemmon Survey |
| 768433 | 2015 CZ19                | 17 gennaio 2015   | Pan-STARRS          |
| 768434 | 2015 CP21                | 4 febbraio 2006   | Spacewatch          |
| 768435 | 2015 CB22                | 21 agosto 2012    | Pan-STARRS          |
| 768436 | 2015 CJ22                | 28 gennaio 2004   | Spacewatch          |
| 768437 | 2015 CW22                | 15 giugno 2013    | Mount Lemmon Survey |
| 768438 | 2015 CY26                | 30 settembre 2013 | Mount Lemmon Survey |
| 768439 | 2015 CF27                | 3 ottobre 2013    | Pan-STARRS          |
| 768440 | 2015 CP28                | 26 febbraio 2012  | Mount Lemmon Survey |
| 768441 | 2015 CE30                | 20 gennaio 2015   | Pan-STARRS          |
| 768442 | 2015 CO31                | 13 marzo 2010     | Mount Lemmon Survey |
| 768443 | 2015 CG34                | 21 dicembre 2014  | Pan-STARRS          |
| 768444 | 2015 CK34                | 21 dicembre 2014  | Pan-STARRS          |
| 768445 | 2015 CK38                | 18 gennaio 2015   | Pan-STARRS          |
| 768446 | 2015 CK41                | 18 dicembre 2014  | Pan-STARRS          |
| 768447 | 2015 CW44                | 30 gennaio 2004   | Spacewatch          |
| 768448 | 2015 CY47                | 14 gennaio 2011   | Mount Lemmon Survey |
| 768449 | 2015 CA49                | 21 ottobre 2003   | Spacewatch          |
| 768450 | 2015 CL54                | 16 marzo 2004     | Spacewatch          |
| 768451 | 2015 CD59                | 11 gennaio 2008   | Mount Lemmon Survey |
| 768452 | 2015 CR67                | 19 gennaio 2015   | Mount Lemmon Survey |
| 768453 | 2015 CE68                | 13 febbraio 2002  | SDSS Collaboration  |
| 768454 | 2015 CH72                | 8 febbraio 2015   | Mount Lemmon Survey |
| 768455 | 2015 CM72                | 13 febbraio 2015  | Mount Lemmon Survey |
| 768456 | 2015 CC73                | 9 febbraio 2015   | Mount Lemmon Survey |
| 768457 | 2015 CD73                | 9 febbraio 2015   | Mount Lemmon Survey |
| 768458 | 2015 CE73                | 10 febbraio 2015  | Mount Lemmon Survey |
| 768459 | 2015 CC74                | 11 febbraio 2015  | Mount Lemmon Survey |
| 768460 | 2015 CF74                | 16 gennaio 2015   | Mount Lemmon Survey |
| 768461 | 2015 CG76                | 15 febbraio 2015  | Pan-STARRS          |
| 768462 | 2015 CK76                | 23 gennaio 2015   | Pan-STARRS          |
| 768463 | 2015 CS76                | 22 gennaio 2015   | Pan-STARRS          |
| 768464 | 2015 CM77                | 16 gennaio 2015   | Pan-STARRS          |
| 768465 | 2015 CP77                | 15 febbraio 2015  | Pan-STARRS          |
| 768466 | 2015 CT77                | 13 febbraio 2015  | Mount Lemmon Survey |
| 768467 | 2015 CZ78                | 23 gennaio 2015   | Pan-STARRS          |
| 768468 | 2015 CX79                | 30 ottobre 2013   | Pan-STARRS          |
| 768469 | 2015 DF5                 | 4 dicembre 2010   | Mount Lemmon Survey |
| 768470 | 2015 DU8                 | 10 febbraio 2010  | Spacewatch          |
| 768471 | 2015 DO11                | 5 ottobre 2013    | Pan-STARRS          |
| 768472 | 2015 DT11                | 17 novembre 2009  | Spacewatch          |
| 768473 | 2015 DR13                | 18 dicembre 2014  | Pan-STARRS          |
| 768474 | 2015 DF14                | 26 gennaio 2015   | Pan-STARRS          |
| 768475 | 2015 DJ16                | 20 gennaio 2015   | Pan-STARRS          |
| 768476 | 2015 DV21                | 2 ottobre 2010    | Mount Lemmon Survey |
| 768477 | 2015 DN22                | 19 gennaio 2015   | Mount Lemmon Survey |
| 768478 | 2015 DM24                | 16 febbraio 2015  | Pan-STARRS          |
| 768479 | 2015 DV25                | 12 novembre 2010  | Mount Lemmon Survey |
| 768480 | 2015 DL27                | 14 dicembre 2007  | Mount Lemmon Survey |
| 768481 | 2015 DJ28                | 25 ottobre 2001   | SDSS Collaboration  |
| 768482 | 2015 DL30                | 11 novembre 2013  | Mount Lemmon Survey |
| 768483 | 2015 DN30                | 16 gennaio 2009   | Spacewatch          |
| 768484 | 2015 DU30                | 16 febbraio 2015  | Pan-STARRS          |
| 768485 | 2015 DY35                | 9 novembre 2013   | Pan-STARRS          |
| 768486 | 2015 DY39                | 16 febbraio 2015  | Pan-STARRS          |
| 768487 | 2015 DT40                | 16 febbraio 2015  | Pan-STARRS          |
| 768488 | 2015 DW40                | 29 gennaio 2015   | Pan-STARRS          |
| 768489 | 2015 DP41                | 10 aprile 2010    | Mount Lemmon Survey |
| 768490 | 2015 DS42                | 27 gennaio 2015   | Pan-STARRS          |
| 768491 | 2015 DK45                | 16 febbraio 2015  | Pan-STARRS          |
| 768492 | 2015 DV45                | 31 gennaio 2009   | Mount Lemmon Survey |
| 768493 | 2015 DR47                | 16 febbraio 2015  | Pan-STARRS          |
| 768494 | 2015 DZ47                | 29 gennaio 2015   | Pan-STARRS          |
| 768495 | 2015 DL48                | 6 settembre 2013  | Mount Lemmon Survey |
| 768496 | 2015 DO48                | 6 febbraio 2008   | Spacewatch          |
| 768497 | 2015 DC50                | 17 agosto 2012    | Pan-STARRS          |
| 768498 | 2015 DU50                | 27 gennaio 2015   | Pan-STARRS          |
| 768499 | 2015 DY51                | 26 settembre 2006 | Mount Lemmon Survey |
| 768500 | 2015 DF53                | 30 luglio 2000    | DES                 |

## 768501–768600
| Nome   | Designazione provvisoria | Data di scoperta  | Scopritore          |
| ------ | ------------------------ | ----------------- | ------------------- |
| 768501 | 2015 DW59                | 22 gennaio 2015   | Pan-STARRS          |
| 768502 | 2015 DN61                | 18 gennaio 2015   | Pan-STARRS          |
| 768503 | 2015 DW62                | 20 gennaio 2015   | Pan-STARRS          |
| 768504 | 2015 DH63                | 10 febbraio 2015  | Mount Lemmon Survey |
| 768505 | 2015 DX63                | 27 marzo 2012     | W. Bickel           |
| 768506 | 2015 DX64                | 16 febbraio 2015  | Pan-STARRS          |
| 768507 | 2015 DF66                | 22 gennaio 2015   | Pan-STARRS          |
| 768508 | 2015 DN67                | 21 dicembre 2008  | Spacewatch          |
| 768509 | 2015 DU70                | 22 gennaio 2015   | Pan-STARRS          |
| 768510 | 2015 DH72                | 16 febbraio 2015  | Pan-STARRS          |
| 768511 | 2015 DV77                | 20 gennaio 2015   | Pan-STARRS          |
| 768512 | 2015 DA78                | 2 ottobre 2010    | Mount Lemmon Survey |
| 768513 | 2015 DE81                | 27 gennaio 2015   | Pan-STARRS          |
| 768514 | 2015 DH81                | 1 febbraio 2009   | Mount Lemmon Survey |
| 768515 | 2015 DK81                | 12 settembre 2007 | Mount Lemmon Survey |
| 768516 | 2015 DW82                | 15 settembre 2007 | Mount Lemmon Survey |
| 768517 | 2015 DB85                | 10 febbraio 2015  | Mount Lemmon Survey |
| 768518 | 2015 DB90                | 22 gennaio 2015   | Pan-STARRS          |
| 768519 | 2015 DH90                | 20 gennaio 2015   | Pan-STARRS          |
| 768520 | 2015 DJ90                | 22 gennaio 2015   | Pan-STARRS          |
| 768521 | 2015 DU94                | 16 febbraio 2015  | Pan-STARRS          |
| 768522 | 2015 DF101               | 21 gennaio 2015   | Mount Lemmon Survey |
| 768523 | 2015 DS101               | 4 ottobre 2013    | Pan-STARRS          |
| 768524 | 2015 DT101               | 3 ottobre 2013    | Spacewatch          |
| 768525 | 2015 DU102               | 28 ottobre 2013   | Spacewatch          |
| 768526 | 2015 DG103               | 24 ottobre 2013   | Mount Lemmon Survey |
| 768527 | 2015 DB107               | 3 ottobre 2013    | Pan-STARRS          |
| 768528 | 2015 DT107               | 24 settembre 2013 | Mount Lemmon Survey |
| 768529 | 2015 DA109               | 29 gennaio 2015   | Pan-STARRS          |
| 768530 | 2015 DD109               | 15 gennaio 2015   | Pan-STARRS          |
| 768531 | 2015 DT109               | 28 novembre 2013  | Mount Lemmon Survey |
| 768532 | 2015 DD112               | 2 ottobre 2013    | Pan-STARRS          |
| 768533 | 2015 DW116               | 13 ottobre 2007   | Mount Lemmon Survey |
| 768534 | 2015 DL119               | 10 novembre 2010  | Mount Lemmon Survey |
| 768535 | 2015 DW120               | 17 febbraio 2015  | Pan-STARRS          |
| 768536 | 2015 DQ122               | 29 dicembre 2014  | Pan-STARRS          |
| 768537 | 2015 DP125               | 2 novembre 2013   | Mount Lemmon Survey |
| 768538 | 2015 DS125               | 14 settembre 2013 | Mount Lemmon Survey |
| 768539 | 2015 DB126               | 17 febbraio 2015  | Pan-STARRS          |
| 768540 | 2015 DJ127               | 28 gennaio 2015   | Pan-STARRS          |
| 768541 | 2015 DJ128               | 27 febbraio 2009  | Spacewatch          |
| 768542 | 2015 DW128               | 28 gennaio 2015   | Pan-STARRS          |
| 768543 | 2015 DM131               | 8 ottobre 2013    | Mount Lemmon Survey |
| 768544 | 2015 DH132               | 17 febbraio 2015  | Pan-STARRS          |
| 768545 | 2015 DV133               | 17 febbraio 2015  | Pan-STARRS          |
| 768546 | 2015 DA136               | 30 gennaio 2015   | Pan-STARRS          |
| 768547 | 2015 DK137               | 17 febbraio 2015  | Pan-STARRS          |
| 768548 | 2015 DV137               | 17 febbraio 2015  | Pan-STARRS          |
| 768549 | 2015 DJ139               | 20 gennaio 2015   | Pan-STARRS          |
| 768550 | 2015 DU139               | 18 gennaio 2015   | Pan-STARRS          |
| 768551 | 2015 DJ140               | 1 novembre 2008   | Mount Lemmon Survey |
| 768552 | 2015 DZ140               | 21 gennaio 2015   | Pan-STARRS          |
| 768553 | 2015 DX143               | 17 gennaio 2015   | Mount Lemmon Survey |
| 768554 | 2015 DV145               | 26 agosto 2003    | Cerro Tololo Obs.   |
| 768555 | 2015 DB146               | 5 dicembre 2007   | Spacewatch          |
| 768556 | 2015 DB147               | 2 gennaio 2015    | Pan-STARRS          |
| 768557 | 2015 DF147               | 18 dicembre 2014  | Pan-STARRS          |
| 768558 | 2015 DN149               | 22 gennaio 2015   | Pan-STARRS          |
| 768559 | 2015 DX149               | 26 novembre 2014  | Pan-STARRS          |
| 768560 | 2015 DD151               | 26 gennaio 2015   | Pan-STARRS          |
| 768561 | 2015 DB155               | 3 novembre 2014   | Mount Lemmon Survey |
| 768562 | 2015 DP156               | 15 ottobre 2004   | DES                 |
| 768563 | 2015 DZ158               | 22 dicembre 2008  | Mount Lemmon Survey |
| 768564 | 2015 DH163               | 17 settembre 2012 | Spacewatch          |
| 768565 | 2015 DM163               | 20 febbraio 2009  | Spacewatch          |
| 768566 | 2015 DQ164               | 13 settembre 2007 | Spacewatch          |
| 768567 | 2015 DT164               | 10 ottobre 2007   | Spacewatch          |
| 768568 | 2015 DZ166               | 21 gennaio 2015   | Pan-STARRS          |
| 768569 | 2015 DN169               | 23 gennaio 2015   | Pan-STARRS          |
| 768570 | 2015 DL170               | 19 febbraio 2015  | Pan-STARRS          |
| 768571 | 2015 DA173               | 19 gennaio 2015   | Pan-STARRS          |
| 768572 | 2015 DS182               | 14 febbraio 2015  | Mount Lemmon Survey |
| 768573 | 2015 DF183               | 30 ottobre 2007   | Spacewatch          |
| 768574 | 2015 DP183               | 9 novembre 2013   | Pan-STARRS          |
| 768575 | 2015 DG184               | 20 febbraio 2015  | Pan-STARRS          |
| 768576 | 2015 DO184               | 2 novembre 2013   | Spacewatch          |
| 768577 | 2015 DJ185               | 20 febbraio 2015  | Pan-STARRS          |
| 768578 | 2015 DF187               | 17 gennaio 2015   | Pan-STARRS          |
| 768579 | 2015 DU187               | 8 novembre 2013   | Mount Lemmon Survey |
| 768580 | 2015 DH188               | 27 gennaio 2015   | Pan-STARRS          |
| 768581 | 2015 DL192               | 23 ottobre 2013   | Mount Lemmon Survey |
| 768582 | 2015 DQ192               | 20 febbraio 2015  | Pan-STARRS          |
| 768583 | 2015 DK195               | 3 ottobre 2013    | Mount Lemmon Survey |
| 768584 | 2015 DC196               | 25 marzo 2010     | Mount Lemmon Survey |
| 768585 | 2015 DT197               | 31 dicembre 2008  | Mount Lemmon Survey |
| 768586 | 2015 DU200               | 10 febbraio 2015  | Mount Lemmon Survey |
| 768587 | 2015 DK202               | 23 febbraio 2015  | Pan-STARRS          |
| 768588 | 2015 DA205               | 25 gennaio 2015   | Pan-STARRS          |
| 768589 | 2015 DS220               | 23 gennaio 2015   | Pan-STARRS          |
| 768590 | 2015 DF225               | 16 febbraio 2015  | Pan-STARRS          |
| 768591 | 2015 DD227               | 16 febbraio 2015  | Pan-STARRS          |
| 768592 | 2015 DU227               | 23 febbraio 2015  | Pan-STARRS          |
| 768593 | 2015 DD233               | 20 gennaio 2015   | Mount Lemmon Survey |
| 768594 | 2015 DR235               | 15 ottobre 2012   | Pan-STARRS          |
| 768595 | 2015 DS235               | 29 gennaio 2015   | Pan-STARRS          |
| 768596 | 2015 DP237               | 16 febbraio 2015  | Pan-STARRS          |
| 768597 | 2015 DZ238               | 16 febbraio 2015  | Pan-STARRS          |
| 768598 | 2015 DU239               | 5 dicembre 2007   | Spacewatch          |
| 768599 | 2015 DH241               | 23 ottobre 2013   | Mount Lemmon Survey |
| 768600 | 2015 DL241               | 12 novembre 2013  | Spacewatch          |

## 768601–768700
| Nome   | Designazione provvisoria | Data di scoperta  | Scopritore                 |
| ------ | ------------------------ | ----------------- | -------------------------- |
| 768601 | 2015 DC242               | 4 settembre 2011  | Pan-STARRS                 |
| 768602 | 2015 DC243               | 26 gennaio 2015   | Pan-STARRS                 |
| 768603 | 2015 DD243               | 6 novembre 2013   | CSS                        |
| 768604 | 2015 DV243               | 20 febbraio 2015  | Pan-STARRS                 |
| 768605 | 2015 DZ243               | 20 gennaio 2015   | Pan-STARRS                 |
| 768606 | 2015 DZ244               | 23 febbraio 2015  | Pan-STARRS                 |
| 768607 | 2015 DY247               | 21 gennaio 2015   | Pan-STARRS                 |
| 768608 | 2015 DL248               | 27 febbraio 2015  | Pan-STARRS                 |
| 768609 | 2015 DW252               | 18 febbraio 2015  | Pan-STARRS                 |
| 768610 | 2015 DX253               | 16 febbraio 2015  | Pan-STARRS                 |
| 768611 | 2015 DG254               | 23 febbraio 2015  | Pan-STARRS                 |
| 768612 | 2015 DC256               | 16 febbraio 2015  | Pan-STARRS                 |
| 768613 | 2015 DM256               | 18 febbraio 2015  | Pan-STARRS                 |
| 768614 | 2015 DU258               | 24 febbraio 2015  | Pan-STARRS                 |
| 768615 | 2015 DE260               | 23 febbraio 2015  | Pan-STARRS                 |
| 768616 | 2015 DP263               | 23 febbraio 2015  | Pan-STARRS                 |
| 768617 | 2015 DC264               | 5 gennaio 2003    | I. dell'Antonio, D. Loomba |
| 768618 | 2015 DL264               | 16 febbraio 2015  | Pan-STARRS                 |
| 768619 | 2015 DY264               | 16 febbraio 2015  | Pan-STARRS                 |
| 768620 | 2015 DC265               | 24 febbraio 2015  | Pan-STARRS                 |
| 768621 | 2015 DO265               | 25 febbraio 2015  | Pan-STARRS                 |
| 768622 | 2015 DR265               | 24 febbraio 2015  | Pan-STARRS                 |
| 768623 | 2015 DB266               | 16 febbraio 2015  | Pan-STARRS                 |
| 768624 | 2015 DK266               | 17 febbraio 2015  | Pan-STARRS                 |
| 768625 | 2015 DR266               | 26 febbraio 2015  | Mount Lemmon Survey        |
| 768626 | 2015 DU266               | 16 ottobre 2012   | Mount Lemmon Survey        |
| 768627 | 2015 DY266               | 23 febbraio 2015  | Pan-STARRS                 |
| 768628 | 2015 DD267               | 19 febbraio 2015  | Pan-STARRS                 |
| 768629 | 2015 DP267               | 23 febbraio 2015  | Pan-STARRS                 |
| 768630 | 2015 DU267               | 17 ottobre 2012   | Pan-STARRS                 |
| 768631 | 2015 DE272               | 17 febbraio 2015  | Pan-STARRS                 |
| 768632 | 2015 DZ273               | 18 febbraio 2015  | Spacewatch                 |
| 768633 | 2015 DJ274               | 24 febbraio 2015  | Pan-STARRS                 |
| 768634 | 2015 DU274               | 16 febbraio 2015  | Pan-STARRS                 |
| 768635 | 2015 DQ276               | 24 febbraio 2015  | Pan-STARRS                 |
| 768636 | 2015 DU276               | 16 febbraio 2015  | Pan-STARRS                 |
| 768637 | 2015 DL277               | 17 febbraio 2015  | Pan-STARRS                 |
| 768638 | 2015 DG279               | 24 febbraio 2015  | Pan-STARRS                 |
| 768639 | 2015 DY279               | 16 febbraio 2015  | Pan-STARRS                 |
| 768640 | 2015 DD280               | 16 febbraio 2015  | Pan-STARRS                 |
| 768641 | 2015 DJ280               | 6 marzo 2008      | Mount Lemmon Survey        |
| 768642 | 2015 DA281               | 23 febbraio 2015  | Pan-STARRS                 |
| 768643 | 2015 DW281               | 23 febbraio 2015  | Pan-STARRS                 |
| 768644 | 2015 DZ281               | 23 febbraio 2015  | Pan-STARRS                 |
| 768645 | 2015 DM283               | 19 febbraio 2015  | Pan-STARRS                 |
| 768646 | 2015 DY283               | 17 aprile 2010    | Mount Lemmon Survey        |
| 768647 | 2015 DF284               | 20 febbraio 2015  | Pan-STARRS                 |
| 768648 | 2015 DN284               | 20 febbraio 2015  | Mount Lemmon Survey        |
| 768649 | 2015 DT285               | 25 gennaio 2015   | Pan-STARRS                 |
| 768650 | 2015 DU285               | 17 gennaio 2015   | Pan-STARRS                 |
| 768651 | 2015 DO286               | 20 gennaio 2015   | Pan-STARRS                 |
| 768652 | 2015 DQ286               | 16 febbraio 2015  | Pan-STARRS                 |
| 768653 | 2015 DT286               | 16 febbraio 2015  | Pan-STARRS                 |
| 768654 | 2015 DW286               | 18 febbraio 2015  | Pan-STARRS                 |
| 768655 | 2015 DS287               | 16 febbraio 2015  | Pan-STARRS                 |
| 768656 | 2015 DJ288               | 27 febbraio 2015  | Pan-STARRS                 |
| 768657 | 2015 DN288               | 23 febbraio 2015  | Pan-STARRS                 |
| 768658 | 2015 DT289               | 16 febbraio 2015  | Pan-STARRS                 |
| 768659 | 2015 DW289               | 20 febbraio 2015  | Pan-STARRS                 |
| 768660 | 2015 DR293               | 17 febbraio 2015  | Pan-STARRS                 |
| 768661 | 2015 DT293               | 12 ottobre 2007   | Spacewatch                 |
| 768662 | 2015 DB294               | 21 settembre 2011 | Pan-STARRS                 |
| 768663 | 2015 DD298               | 9 ottobre 2012    | Pan-STARRS                 |
| 768664 | 2015 DF298               | 20 febbraio 2015  | Pan-STARRS                 |
| 768665 | 2015 DN298               | 24 febbraio 2015  | Pan-STARRS                 |
| 768666 | 2015 DK299               | 18 febbraio 2015  | Pan-STARRS                 |
| 768667 | 2015 DR299               | 23 febbraio 2015  | Pan-STARRS                 |
| 768668 | 2015 DP302               | 19 febbraio 2015  | Pan-STARRS                 |
| 768669 | 2015 DB305               | 16 febbraio 2015  | Pan-STARRS                 |
| 768670 | 2015 DV305               | 18 febbraio 2015  | Pan-STARRS                 |
| 768671 | 2015 DR311               | 20 febbraio 2015  | Pan-STARRS                 |
| 768672 | 2015 DH316               | 27 febbraio 2015  | Pan-STARRS                 |
| 768673 | 2015 DV316               | 14 aprile 2010    | Mount Lemmon Survey        |
| 768674 | 2015 EK1                 | 9 marzo 2015      | Mount Lemmon Survey        |
| 768675 | 2015 EU3                 | 2 novembre 2013   | Spacewatch                 |
| 768676 | 2015 ET5                 | 27 settembre 2006 | Spacewatch                 |
| 768677 | 2015 EW11                | 9 ottobre 2010    | Mount Lemmon Survey        |
| 768678 | 2015 EF16                | 23 gennaio 2015   | Pan-STARRS                 |
| 768679 | 2015 EJ17                | 18 gennaio 2015   | Spacewatch                 |
| 768680 | 2015 EO23                | 16 febbraio 2015  | Pan-STARRS                 |
| 768681 | 2015 EZ23                | 11 novembre 2013  | Spacewatch                 |
| 768682 | 2015 EU26                | 24 ottobre 2013   | Mount Lemmon Survey        |
| 768683 | 2015 EP28                | 15 novembre 2010  | Spacewatch                 |
| 768684 | 2015 EE29                | 5 ottobre 2013    | Pan-STARRS                 |
| 768685 | 2015 EX32                | 17 novembre 2007  | Mount Lemmon Survey        |
| 768686 | 2015 EH35                | 16 febbraio 2015  | Pan-STARRS                 |
| 768687 | 2015 ET37                | 1 novembre 2010   | Mount Lemmon Survey        |
| 768688 | 2015 ED40                | 11 novembre 2013  | Mount Lemmon Survey        |
| 768689 | 2015 EX41                | 24 gennaio 2015   | Pan-STARRS                 |
| 768690 | 2015 EE44                | 29 gennaio 2015   | Pan-STARRS                 |
| 768691 | 2015 EH47                | 21 gennaio 2015   | Pan-STARRS                 |
| 768692 | 2015 ED50                | 24 febbraio 2015  | Pan-STARRS                 |
| 768693 | 2015 EJ55                | 4 giugno 2011     | F. Pozo, J. P. Colque      |
| 768694 | 2015 EW55                | 16 febbraio 2015  | Pan-STARRS                 |
| 768695 | 2015 ET57                | 29 dicembre 2014  | Pan-STARRS                 |
| 768696 | 2015 EE58                | 28 ottobre 2013   | Mount Lemmon Survey        |
| 768697 | 2015 ET59                | 21 gennaio 2015   | Mount Lemmon Survey        |
| 768698 | 2015 EM60                | 17 gennaio 2013   | Pan-STARRS                 |
| 768699 | 2015 ED62                | 19 febbraio 2015  | CSS                        |
| 768700 | 2015 EY63                | 12 novembre 2013  | Mount Lemmon Survey        |

## 768701–768800
| Nome   | Designazione provvisoria | Data di scoperta  | Scopritore                          |
| ------ | ------------------------ | ----------------- | ----------------------------------- |
| 768701 | 2015 EF66                | 23 ottobre 2013   | Mount Lemmon Survey                 |
| 768702 | 2015 EM66                | 23 gennaio 2015   | Pan-STARRS                          |
| 768703 | 2015 ER66                | 17 febbraio 2010  | Spacewatch                          |
| 768704 | 2015 EU66                | 2 dicembre 2010   | Mount Lemmon Survey                 |
| 768705 | 2015 EG67                | 13 ottobre 2013   | Spacewatch                          |
| 768706 | 2015 ES68                | 24 ottobre 2013   | Mount Lemmon Survey                 |
| 768707 | 2015 ED69                | 14 marzo 2015     | Pan-STARRS                          |
| 768708 | 2015 EQ70                | 31 luglio 2005    | Osservatorio di Mauna Kea           |
| 768709 | 2015 EN71                | 8 ottobre 2007    | Mount Lemmon Survey                 |
| 768710 | 2015 EN73                | 14 marzo 2015     | Pan-STARRS                          |
| 768711 | 2015 EP74                | 27 novembre 2013  | Pan-STARRS                          |
| 768712 | 2015 ED75                | 1 novembre 2013   | Mount Lemmon Survey                 |
| 768713 | 2015 EK75                | 21 gennaio 2015   | Pan-STARRS                          |
| 768714 | 2015 EL75                | 21 settembre 2012 | Spacewatch                          |
| 768715 | 2015 EH76                | 15 marzo 2015     | Pan-STARRS                          |
| 768716 | 2015 EJ76                | 11 aprile 2016    | Pan-STARRS                          |
| 768717 | 2015 ET76                | 13 marzo 2015     | Mount Lemmon Survey                 |
| 768718 | 2015 EY77                | 15 marzo 2015     | Pan-STARRS                          |
| 768719 | 2015 EH81                | 15 marzo 2015     | Pan-STARRS                          |
| 768720 | 2015 FL5                 | 30 dicembre 2014  | Pan-STARRS                          |
| 768721 | 2015 FP5                 | 26 dicembre 2014  | Pan-STARRS                          |
| 768722 | 2015 FX5                 | 10 settembre 2007 | Spacewatch                          |
| 768723 | 2015 FZ5                 | 27 febbraio 2012  | Pan-STARRS                          |
| 768724 | 2015 FD9                 | 21 gennaio 2015   | Pan-STARRS                          |
| 768725 | 2015 FW11                | 21 gennaio 2015   | Pan-STARRS                          |
| 768726 | 2015 FJ12                | 17 marzo 2015     | Pan-STARRS                          |
| 768727 | 2015 FP12                | 16 marzo 2015     | Pan-STARRS                          |
| 768728 | 2015 FW12                | 16 marzo 2015     | Pan-STARRS                          |
| 768729 | 2015 FO14                | 30 dicembre 2013  | Pan-STARRS                          |
| 768730 | 2015 FV14                | 25 dicembre 2013  | CSS                                 |
| 768731 | 2015 FM15                | 16 marzo 2015     | Pan-STARRS                          |
| 768732 | 2015 FQ19                | 16 marzo 2015     | Pan-STARRS                          |
| 768733 | 2015 FO20                | 21 maggio 2011    | Spacewatch                          |
| 768734 | 2015 FJ21                | 12 novembre 2001  | SDSS Collaboration                  |
| 768735 | 2015 FX21                | 18 febbraio 2015  | Pan-STARRS                          |
| 768736 | 2015 FJ22                | 16 marzo 2015     | Pan-STARRS                          |
| 768737 | 2015 FS22                | 1 gennaio 2014    | Spacewatch                          |
| 768738 | 2015 FJ23                | 16 marzo 2015     | Pan-STARRS                          |
| 768739 | 2015 FT23                | 16 marzo 2015     | Pan-STARRS                          |
| 768740 | 2015 FX25                | 9 novembre 2007   | Mount Lemmon Survey                 |
| 768741 | 2015 FY26                | 16 marzo 2015     | Pan-STARRS                          |
| 768742 | 2015 FG28                | 16 marzo 2015     | Pan-STARRS                          |
| 768743 | 2015 FZ28                | 16 marzo 2015     | Pan-STARRS                          |
| 768744 | 2015 FW32                | 23 febbraio 2015  | Pan-STARRS                          |
| 768745 | 2015 FA33                | 24 ottobre 2007   | Mount Lemmon Survey                 |
| 768746 | 2015 FK34                | 18 marzo 2015     | Pan-STARRS                          |
| 768747 | 2015 FW38                | 11 settembre 2007 | Spacewatch                          |
| 768748 | 2015 FX38                | 12 aprile 2008    | Spacewatch                          |
| 768749 | 2015 FG44                | 4 maggio 2009     | Mount Lemmon Survey                 |
| 768750 | 2015 FB45                | 11 dicembre 2013  | Pan-STARRS                          |
| 768751 | 2015 FP46                | 20 gennaio 2015   | Pan-STARRS                          |
| 768752 | 2015 FK49                | 16 febbraio 2015  | Pan-STARRS                          |
| 768753 | 2015 FK50                | 5 aprile 2011     | Spacewatch                          |
| 768754 | 2015 FD54                | 24 gennaio 2015   | Pan-STARRS                          |
| 768755 | 2015 FQ54                | 28 novembre 2013  | Mount Lemmon Survey                 |
| 768756 | 2015 FF56                | 14 settembre 2013 | Mount Lemmon Survey                 |
| 768757 | 2015 FJ57                | 22 gennaio 2015   | Pan-STARRS                          |
| 768758 | 2015 FQ57                | 29 settembre 2013 | K. Sárneczky                        |
| 768759 | 2015 FU58                | 12 ottobre 2007   | Spacewatch                          |
| 768760 | 2015 FS60                | 26 gennaio 2015   | Pan-STARRS                          |
| 768761 | 2015 FJ66                | 20 gennaio 2015   | Pan-STARRS                          |
| 768762 | 2015 FX66                | 18 marzo 2015     | Pan-STARRS                          |
| 768763 | 2015 FS68                | 1 gennaio 2014    | Pan-STARRS                          |
| 768764 | 2015 FK69                | 18 marzo 2015     | Pan-STARRS                          |
| 768765 | 2015 FF70                | 28 novembre 2013  | Mount Lemmon Survey                 |
| 768766 | 2015 FH70                | 18 marzo 2015     | Pan-STARRS                          |
| 768767 | 2015 FX70                | 18 marzo 2015     | Pan-STARRS                          |
| 768768 | 2015 FO79                | 3 ottobre 2013    | Spacewatch                          |
| 768769 | 2015 FE83                | 28 novembre 2013  | Mount Lemmon Survey                 |
| 768770 | 2015 FT84                | 23 ottobre 2013   | Spacewatch                          |
| 768771 | 2015 FM87                | 10 novembre 2013  | Mount Lemmon Survey                 |
| 768772 | 2015 FW88                | 25 febbraio 2015  | Pan-STARRS                          |
| 768773 | 2015 FD90                | 11 ottobre 2012   | Pan-STARRS                          |
| 768774 | 2015 FL90                | 24 febbraio 2015  | Pan-STARRS                          |
| 768775 | 2015 FD91                | 10 settembre 2013 | S. Mottola                          |
| 768776 | 2015 FP93                | 27 febbraio 2015  | Pan-STARRS                          |
| 768777 | 2015 FU93                | 29 gennaio 2009   | Spacewatch                          |
| 768778 | 2015 FV93                | 22 gennaio 2015   | Pan-STARRS                          |
| 768779 | 2015 FN95                | 22 gennaio 2015   | Pan-STARRS                          |
| 768780 | 2015 FH98                | 20 marzo 2015     | Pan-STARRS                          |
| 768781 | 2015 FJ99                | 25 marzo 2011     | Pan-STARRS                          |
| 768782 | 2015 FV100               | 3 novembre 2012   | Mount Lemmon Survey                 |
| 768783 | 2015 FO102               | 22 gennaio 2015   | Pan-STARRS                          |
| 768784 | 2015 FX103               | 22 gennaio 2015   | Pan-STARRS                          |
| 768785 | 2015 FB104               | 22 gennaio 2015   | Pan-STARRS                          |
| 768786 | 2015 FF105               | 26 gennaio 2011   | Mount Lemmon Survey                 |
| 768787 | 2015 FZ106               | 8 ottobre 2007    | Mount Lemmon Survey                 |
| 768788 | 2015 FF111               | 20 marzo 2015     | Pan-STARRS                          |
| 768789 | 2015 FC112               | 20 marzo 2015     | Pan-STARRS                          |
| 768790 | 2015 FE113               | 20 gennaio 2015   | Pan-STARRS                          |
| 768791 | 2015 FH113               | 18 gennaio 2009   | Spacewatch                          |
| 768792 | 2015 FG114               | 13 aprile 2004    | Spacewatch                          |
| 768793 | 2015 FV114               | 25 gennaio 2015   | Pan-STARRS                          |
| 768794 | 2015 FM115               | 18 marzo 2004     | Spacewatch                          |
| 768795 | 2015 FA116               | 16 febbraio 2015  | Pan-STARRS                          |
| 768796 | 2015 FC124               | 19 gennaio 2015   | Pan-STARRS                          |
| 768797 | 2015 FN126               | 9 novembre 2013   | Mount Lemmon Survey                 |
| 768798 | 2015 FS129               | 2 ottobre 2013    | Pan-STARRS                          |
| 768799 | 2015 FM130               | 26 novembre 2008  | Osservatorio astronomico di Maiorca |
| 768800 | 2015 FZ132               | 9 novembre 2013   | Mount Lemmon Survey                 |

## 768801–768900
| Nome   | Designazione provvisoria | Data di scoperta  | Scopritore            |
| ------ | ------------------------ | ----------------- | --------------------- |
| 768801 | 2015 FC136               | 25 febbraio 2015  | Pan-STARRS            |
| 768802 | 2015 FC137               | 30 gennaio 2011   | Spacewatch            |
| 768803 | 2015 FZ139               | 15 aprile 2010    | Mount Lemmon Survey   |
| 768804 | 2015 FQ140               | 23 gennaio 2015   | Pan-STARRS            |
| 768805 | 2015 FJ141               | 17 settembre 2012 | Spacewatch            |
| 768806 | 2015 FG145               | 24 settembre 2013 | Mount Lemmon Survey   |
| 768807 | 2015 FC147               | 17 ottobre 2012   | Pan-STARRS            |
| 768808 | 2015 FD149               | 21 marzo 2015     | Pan-STARRS            |
| 768809 | 2015 FT150               | 13 gennaio 2008   | Spacewatch            |
| 768810 | 2015 FM152               | 26 settembre 2006 | Mount Lemmon Survey   |
| 768811 | 2015 FR152               | 23 gennaio 2015   | Pan-STARRS            |
| 768812 | 2015 FQ153               | 8 novembre 2007   | Mount Lemmon Survey   |
| 768813 | 2015 FO155               | 17 marzo 2015     | Spacewatch            |
| 768814 | 2015 FJ156               | 21 marzo 2015     | Pan-STARRS            |
| 768815 | 2015 FO157               | 21 marzo 2015     | Pan-STARRS            |
| 768816 | 2015 FB161               | 10 marzo 2008     | Spacewatch            |
| 768817 | 2015 FA162               | 21 marzo 2015     | Pan-STARRS            |
| 768818 | 2015 FN164               | 21 marzo 2015     | Pan-STARRS            |
| 768819 | 2015 FA166               | 1 dicembre 2003   | Spacewatch            |
| 768820 | 2015 FF170               | 11 novembre 2013  | Spacewatch            |
| 768821 | 2015 FW170               | 21 marzo 2015     | Pan-STARRS            |
| 768822 | 2015 FY170               | 21 marzo 2015     | Pan-STARRS            |
| 768823 | 2015 FU171               | 21 marzo 2015     | Pan-STARRS            |
| 768824 | 2015 FB172               | 21 marzo 2015     | Pan-STARRS            |
| 768825 | 2015 FQ177               | 3 gennaio 2014    | Spacewatch            |
| 768826 | 2015 FD182               | 31 ottobre 2007   | Mount Lemmon Survey   |
| 768827 | 2015 FP182               | 13 ottobre 2007   | Mount Lemmon Survey   |
| 768828 | 2015 FB183               | 2 gennaio 2011    | Mount Lemmon Survey   |
| 768829 | 2015 FP186               | 3 ottobre 2013    | Spacewatch            |
| 768830 | 2015 FS186               | 22 marzo 2015     | Mount Lemmon Survey   |
| 768831 | 2015 FJ190               | 18 gennaio 2015   | Pan-STARRS            |
| 768832 | 2015 FU190               | 18 gennaio 2015   | Pan-STARRS            |
| 768833 | 2015 FK191               | 23 gennaio 2015   | Pan-STARRS            |
| 768834 | 2015 FY191               | 20 gennaio 2015   | Pan-STARRS            |
| 768835 | 2015 FV195               | 24 febbraio 2015  | Pan-STARRS            |
| 768836 | 2015 FF196               | 23 gennaio 2015   | Pan-STARRS            |
| 768837 | 2015 FP197               | 23 gennaio 2015   | Pan-STARRS            |
| 768838 | 2015 FB198               | 2 novembre 2007   | Mount Lemmon Survey   |
| 768839 | 2015 FQ198               | 25 settembre 2012 | Spacewatch            |
| 768840 | 2015 FM199               | 29 settembre 2009 | Mount Lemmon Survey   |
| 768841 | 2015 FY199               | 25 novembre 2006  | Spacewatch            |
| 768842 | 2015 FZ202               | 22 febbraio 2009  | Spacewatch            |
| 768843 | 2015 FN204               | 25 gennaio 2015   | Pan-STARRS            |
| 768844 | 2015 FW204               | 22 marzo 2015     | Pan-STARRS            |
| 768845 | 2015 FA205               | 22 gennaio 2015   | Pan-STARRS            |
| 768846 | 2015 FL207               | 26 marzo 2008     | Mount Lemmon Survey   |
| 768847 | 2015 FV210               | 23 gennaio 2015   | Pan-STARRS            |
| 768848 | 2015 FJ211               | 28 febbraio 2009  | Spacewatch            |
| 768849 | 2015 FC215               | 29 ottobre 2006   | Spacewatch            |
| 768850 | 2015 FC218               | 17 dicembre 2003  | Spacewatch            |
| 768851 | 2015 FF218               | 1 ottobre 2013    | Mount Lemmon Survey   |
| 768852 | 2015 FE221               | 18 febbraio 2015  | Pan-STARRS            |
| 768853 | 2015 FR223               | 5 febbraio 2009   | Spacewatch            |
| 768854 | 2015 FX226               | 1 ottobre 2013    | Spacewatch            |
| 768855 | 2015 FD232               | 13 febbraio 2008  | Spacewatch            |
| 768856 | 2015 FN235               | 28 febbraio 2008  | Mount Lemmon Survey   |
| 768857 | 2015 FT238               | 17 ottobre 2012   | Pan-STARRS            |
| 768858 | 2015 FO240               | 23 marzo 2015     | Pan-STARRS            |
| 768859 | 2015 FK241               | 1 febbraio 2009   | Spacewatch            |
| 768860 | 2015 FA242               | 1 gennaio 2009    | Spacewatch            |
| 768861 | 2015 FQ242               | 17 gennaio 2009   | Mount Lemmon Survey   |
| 768862 | 2015 FR245               | 23 ottobre 2013   | Spacewatch            |
| 768863 | 2015 FT245               | 23 marzo 2015     | Pan-STARRS            |
| 768864 | 2015 FU245               | 23 marzo 2015     | Pan-STARRS            |
| 768865 | 2015 FD246               | 23 marzo 2015     | Pan-STARRS            |
| 768866 | 2015 FP246               | 4 novembre 2007   | Spacewatch            |
| 768867 | 2015 FF253               | 16 marzo 2015     | Mount Lemmon Survey   |
| 768868 | 2015 FS254               | 9 novembre 2007   | Mount Lemmon Survey   |
| 768869 | 2015 FU254               | 23 ottobre 2012   | Mount Lemmon Survey   |
| 768870 | 2015 FZ254               | 22 ottobre 2006   | Spacewatch            |
| 768871 | 2015 FD255               | 27 febbraio 2015  | Pan-STARRS            |
| 768872 | 2015 FZ255               | 5 febbraio 2011   | Pan-STARRS            |
| 768873 | 2015 FP257               | 23 marzo 2015     | Pan-STARRS            |
| 768874 | 2015 FW260               | 29 marzo 2008     | Spacewatch            |
| 768875 | 2015 FX260               | 17 febbraio 2015  | Pan-STARRS            |
| 768876 | 2015 FK264               | 31 dicembre 2013  | Spacewatch            |
| 768877 | 2015 FZ266               | 8 ottobre 2012    | Mount Lemmon Survey   |
| 768878 | 2015 FY267               | 16 febbraio 2015  | Pan-STARRS            |
| 768879 | 2015 FC269               | 29 dicembre 2014  | Pan-STARRS            |
| 768880 | 2015 FS269               | 1 ottobre 2006    | Spacewatch            |
| 768881 | 2015 FC270               | 19 febbraio 2015  | Pan-STARRS            |
| 768882 | 2015 FO272               | 24 marzo 2015     | Pan-STARRS            |
| 768883 | 2015 FW272               | 18 febbraio 2008  | Mount Lemmon Survey   |
| 768884 | 2015 FG274               | 24 marzo 2015     | Pan-STARRS            |
| 768885 | 2015 FS275               | 2 ottobre 2006    | Mount Lemmon Survey   |
| 768886 | 2015 FC278               | 11 settembre 2007 | Mount Lemmon Survey   |
| 768887 | 2015 FU282               | 21 gennaio 2015   | Pan-STARRS            |
| 768888 | 2015 FX283               | 24 marzo 2015     | Pan-STARRS            |
| 768889 | 2015 FH288               | 20 novembre 2007  | Mount Lemmon Survey   |
| 768890 | 2015 FN290               | 25 marzo 2015     | Pan-STARRS            |
| 768891 | 2015 FM291               | 11 luglio 2010    | WISE                  |
| 768892 | 2015 FY291               | 11 aprile 2010    | Spacewatch            |
| 768893 | 2015 FC296               | 28 marzo 2015     | Pan-STARRS            |
| 768894 | 2015 FV297               | 22 gennaio 2015   | Pan-STARRS            |
| 768895 | 2015 FW308               | 25 marzo 2015     | Pan-STARRS            |
| 768896 | 2015 FF311               | 22 marzo 2015     | Spacewatch            |
| 768897 | 2015 FL311               | 30 settembre 2013 | S. Mottola, G. Proffe |
| 768898 | 2015 FC312               | 31 dicembre 2007  | Mount Lemmon Survey   |
| 768899 | 2015 FK313               | 25 marzo 2015     | Pan-STARRS            |
| 768900 | 2015 FU313               | 24 dicembre 2013  | Mount Lemmon Survey   |

## 768901–769000
| Nome   | Designazione provvisoria | Data di scoperta  | Scopritore                |
| ------ | ------------------------ | ----------------- | ------------------------- |
| 768901 | 2015 FP318               | 9 novembre 2013   | Mount Lemmon Survey       |
| 768902 | 2015 FK319               | 25 marzo 2015     | Pan-STARRS                |
| 768903 | 2015 FW319               | 24 gennaio 2014   | Pan-STARRS                |
| 768904 | 2015 FC322               | 16 marzo 2015     | Pan-STARRS                |
| 768905 | 2015 FL326               | 25 marzo 2015     | Pan-STARRS                |
| 768906 | 2015 FN327               | 14 dicembre 2010  | R. Holmes                 |
| 768907 | 2015 FE330               | 23 gennaio 2015   | Pan-STARRS                |
| 768908 | 2015 FF330               | 25 ottobre 2013   | Mount Lemmon Survey       |
| 768909 | 2015 FY330               | 20 gennaio 2015   | Pan-STARRS                |
| 768910 | 2015 FP333               | 3 febbraio 2011   | K. Nishiyama, T. Sakamoto |
| 768911 | 2015 FT336               | 26 novembre 2013  | Mount Lemmon Survey       |
| 768912 | 2015 FA346               | 23 settembre 2011 | Spacewatch                |
| 768913 | 2015 FB346               | 5 ottobre 2013    | Pan-STARRS                |
| 768914 | 2015 FU346               | 9 febbraio 2015   | Mount Lemmon Survey       |
| 768915 | 2015 FA347               | 22 gennaio 2015   | Pan-STARRS                |
| 768916 | 2015 FD347               | 10 agosto 2007    | Spacewatch                |
| 768917 | 2015 FO349               | 8 febbraio 2013   | Mount Lemmon Survey       |
| 768918 | 2015 FT349               | 9 novembre 2013   | Pan-STARRS                |
| 768919 | 2015 FE350               | 16 marzo 2015     | Pan-STARRS                |
| 768920 | 2015 FN350               | 30 novembre 2011  | Spacewatch                |
| 768921 | 2015 FY350               | 27 dicembre 2013  | Spacewatch                |
| 768922 | 2015 FS351               | 27 febbraio 2015  | Mount Lemmon Survey       |
| 768923 | 2015 FE356               | 17 marzo 2015     | Pan-STARRS                |
| 768924 | 2015 FX357               | 17 marzo 2015     | Pan-STARRS                |
| 768925 | 2015 FG358               | 17 marzo 2015     | Pan-STARRS                |
| 768926 | 2015 FJ361               | 17 marzo 2015     | Pan-STARRS                |
| 768927 | 2015 FU364               | 18 marzo 2015     | Pan-STARRS                |
| 768928 | 2015 FC365               | 22 gennaio 2015   | Pan-STARRS                |
| 768929 | 2015 FQ367               | 20 febbraio 2015  | Pan-STARRS                |
| 768930 | 2015 FS370               | 13 febbraio 2002  | SDSS Collaboration        |
| 768931 | 2015 FU370               | 28 gennaio 2015   | Pan-STARRS                |
| 768932 | 2015 FT371               | 18 marzo 2015     | Pan-STARRS                |
| 768933 | 2015 FK373               | 18 marzo 2015     | Pan-STARRS                |
| 768934 | 2015 FT373               | 18 marzo 2015     | Pan-STARRS                |
| 768935 | 2015 FM379               | 24 agosto 2012    | Spacewatch                |
| 768936 | 2015 FO379               | 20 febbraio 2015  | Pan-STARRS                |
| 768937 | 2015 FA381               | 20 marzo 2015     | Pan-STARRS                |
| 768938 | 2015 FF381               | 28 novembre 2013  | Mount Lemmon Survey       |
| 768939 | 2015 FD386               | 24 ottobre 2013   | Mount Lemmon Survey       |
| 768940 | 2015 FA389               | 23 gennaio 2011   | Mount Lemmon Survey       |
| 768941 | 2015 FV392               | 20 febbraio 2009  | Spacewatch                |
| 768942 | 2015 FT393               | 29 marzo 2015     | Mount Lemmon Survey       |
| 768943 | 2015 FX393               | 1 ottobre 2005    | Spacewatch                |
| 768944 | 2015 FN395               | 28 marzo 2009     | CSS                       |
| 768945 | 2015 FK396               | 30 marzo 2015     | Pan-STARRS                |
| 768946 | 2015 FN396               | 19 marzo 2007     | Mount Lemmon Survey       |
| 768947 | 2015 FB402               | 7 ottobre 2007    | Mount Lemmon Survey       |
| 768948 | 2015 FR404               | 8 febbraio 2011   | Mount Lemmon Survey       |
| 768949 | 2015 FF406               | 23 ottobre 2013   | Mount Lemmon Survey       |
| 768950 | 2015 FB407               | 22 dicembre 2008  | Spacewatch                |
| 768951 | 2015 FT409               | 22 marzo 2015     | Pan-STARRS                |
| 768952 | 2015 FE412               | 28 marzo 2015     | Pan-STARRS                |
| 768953 | 2015 FR413               | 30 marzo 2015     | Pan-STARRS                |
| 768954 | 2015 FY415               | 20 marzo 2015     | Pan-STARRS                |
| 768955 | 2015 FE416               | 28 marzo 2015     | Pan-STARRS                |
| 768956 | 2015 FN416               | 21 marzo 2015     | Pan-STARRS                |
| 768957 | 2015 FT422               | 16 marzo 2015     | Mount Lemmon Survey       |
| 768958 | 2015 FU425               | 19 settembre 2012 | Mount Lemmon Survey       |
| 768959 | 2015 FP426               | 17 marzo 2015     | Mount Lemmon Survey       |
| 768960 | 2015 FV427               | 28 marzo 2015     | Pan-STARRS                |
| 768961 | 2015 FJ428               | 28 marzo 2015     | Pan-STARRS                |
| 768962 | 2015 FZ433               | 17 marzo 2015     | Pan-STARRS                |
| 768963 | 2015 FL436               | 17 marzo 2015     | Pan-STARRS                |
| 768964 | 2015 FT436               | 25 marzo 2015     | Pan-STARRS                |
| 768965 | 2015 FF438               | 27 marzo 2015     | Pan-STARRS                |
| 768966 | 2015 FX438               | 30 marzo 2015     | Pan-STARRS                |
| 768967 | 2015 FO439               | 22 marzo 2015     | Mount Lemmon Survey       |
| 768968 | 2015 FT439               | 17 marzo 2015     | Pan-STARRS                |
| 768969 | 2015 FQ440               | 25 marzo 2015     | Pan-STARRS                |
| 768970 | 2015 FV442               | 31 gennaio 2015   | Pan-STARRS                |
| 768971 | 2015 FD443               | 21 marzo 2015     | M. Altmann, T. Prusti     |
| 768972 | 2015 FL443               | 16 marzo 2015     | Pan-STARRS                |
| 768973 | 2015 FJ445               | 16 marzo 2015     | Pan-STARRS                |
| 768974 | 2015 FQ445               | 25 marzo 2015     | Pan-STARRS                |
| 768975 | 2015 FS445               | 25 marzo 2015     | Pan-STARRS                |
| 768976 | 2015 FZ446               | 23 gennaio 2015   | Pan-STARRS                |
| 768977 | 2015 FC447               | 22 gennaio 2015   | Pan-STARRS                |
| 768978 | 2015 FQ447               | 22 marzo 2015     | Pan-STARRS                |
| 768979 | 2015 FX450               | 18 settembre 2010 | Mount Lemmon Survey       |
| 768980 | 2015 FD453               | 17 marzo 2015     | Mount Lemmon Survey       |
| 768981 | 2015 FL453               | 22 marzo 2015     | Mount Lemmon Survey       |
| 768982 | 2015 FR453               | 28 maggio 2008    | Mount Lemmon Survey       |
| 768983 | 2015 FC455               | 17 marzo 2015     | Mount Lemmon Survey       |
| 768984 | 2015 FT459               | 22 marzo 2015     | Pan-STARRS                |
| 768985 | 2015 FS465               | 22 febbraio 2009  | Spacewatch                |
| 768986 | 2015 FU465               | 22 marzo 2015     | Pan-STARRS                |
| 768987 | 2015 FB466               | 25 marzo 2015     | Pan-STARRS                |
| 768988 | 2015 FK467               | 21 marzo 2015     | Pan-STARRS                |
| 768989 | 2015 FT471               | 23 settembre 2012 | Mount Lemmon Survey       |
| 768990 | 2015 FD472               | 21 marzo 2015     | Pan-STARRS                |
| 768991 | 2015 GG5                 | 6 luglio 2005     | Spacewatch                |
| 768992 | 2015 GG7                 | 12 maggio 2007    | Spacewatch                |
| 768993 | 2015 GJ12                | 18 gennaio 2009   | CSS                       |
| 768994 | 2015 GP12                | 1 gennaio 2014    | Pan-STARRS                |
| 768995 | 2015 GN14                | 23 ottobre 2006   | Spacewatch                |
| 768996 | 2015 GM17                | 24 marzo 2015     | Mount Lemmon Survey       |
| 768997 | 2015 GQ17                | 16 febbraio 2015  | Pan-STARRS                |
| 768998 | 2015 GF18                | 23 dicembre 2012  | Pan-STARRS                |
| 768999 | 2015 GX18                | 5 ottobre 2013    | Pan-STARRS                |
| 769000 | 2015 GK22                | 17 febbraio 2004  | Spacewatch                |